# John Travolta

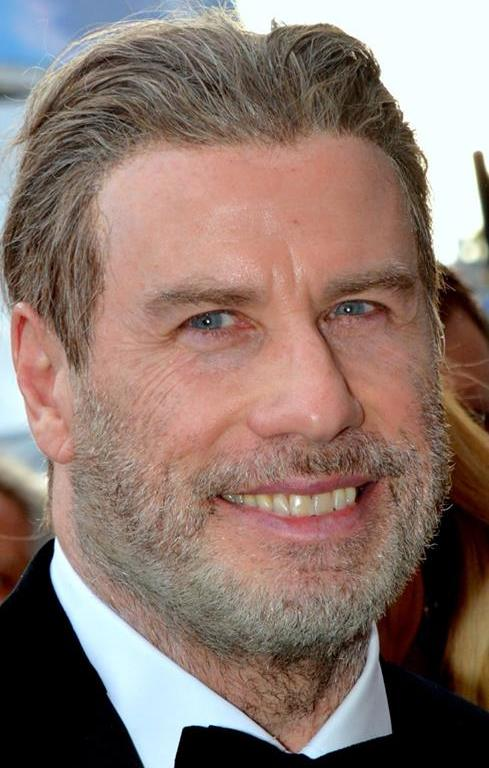
John Travolta, 2018

John Joseph Travolta (* 18. Februar 1954 in Englewood, New Jersey) ist ein US-amerikanischer Schauspieler, Sänger, Tänzer, Produzent und Autor. Travolta wurde für die Filme Saturday Night Fever und Pulp Fiction für den Oscar als bester Hauptdarsteller nominiert.

## Leben

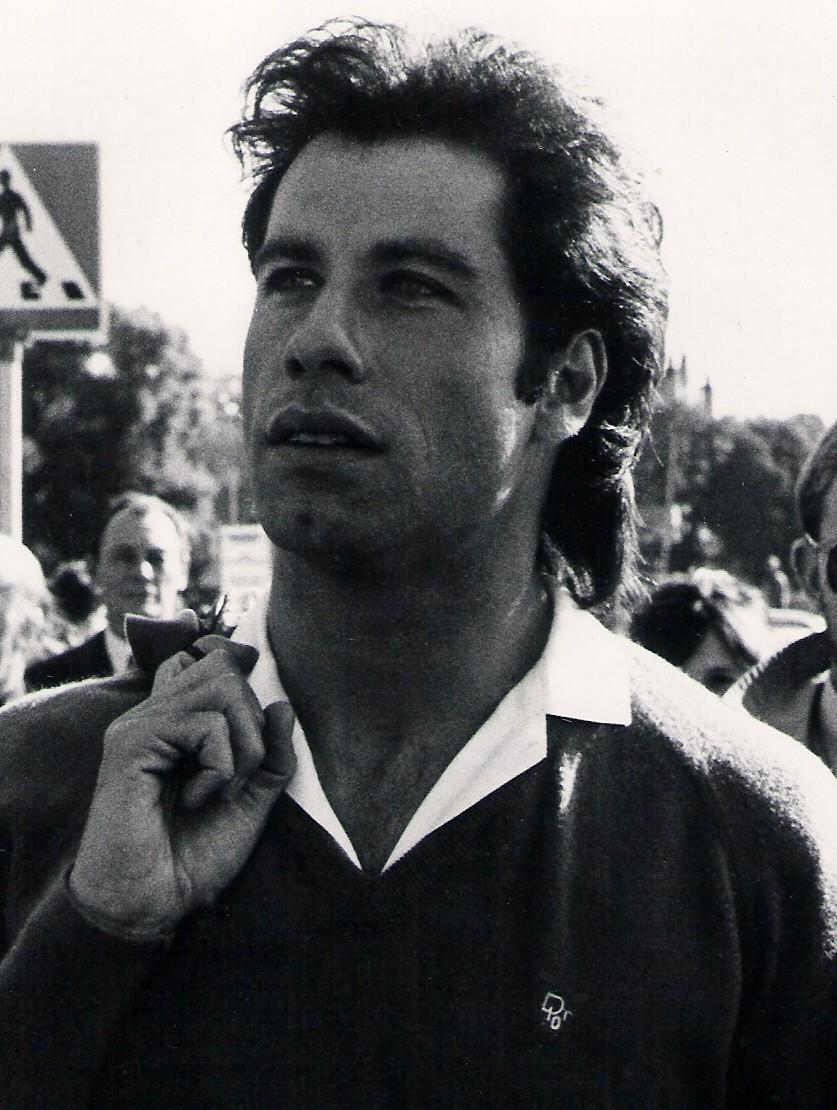
John Travolta, 1983

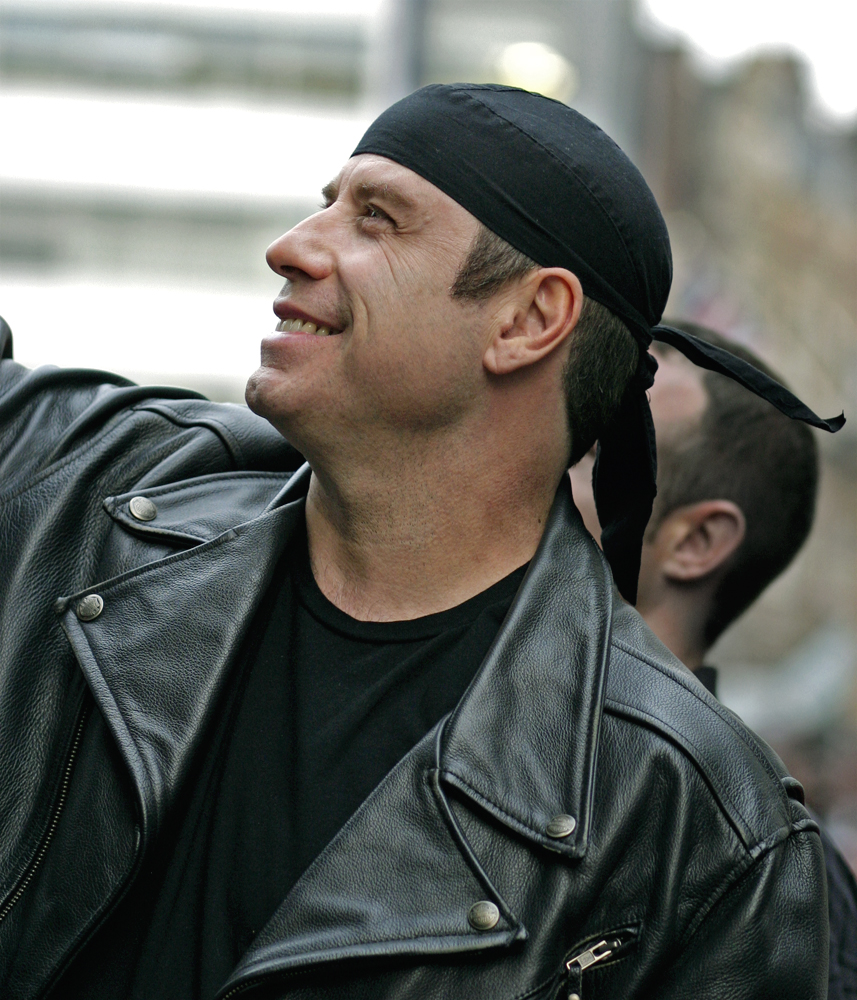
John Travolta bei der Premiere zu Born to be Wild, 2007 in London

John Travolta wurde 1954 als jüngstes von sechs Kindern des Ehepaares Salvatore „Sam“ Travolta (1912–1995) und Helen Cecilia Travolta (geb. Burke, 1912–1978) geboren. Seine Geschwister Ellen, Sam Jr., Margaret, Ann und Joey Travolta schlugen alle Karrieren in der Filmbranche ein. Er ist halb italienischer (väterlicherseits) und halb irischer (mütterlicherseits) Abstammung. Zwei Leidenschaften prägten seine Kindheit: Flugzeuge und Schauspielerei. Von seiner Mutter Helen bekam er Schauspielstunden, da sie ebenfalls als Schauspielerin tätig war. Außerdem unterrichtete sie Theater, wobei sie ihm anfangs einige Rollen in lokalen Theaterproduktionen verschaffte. Sein Vater Salvatore Travolta arbeitete als Reifenhändler. Bereits als 16-Jähriger brach John mit dem Einverständnis seiner Eltern die Highschool ab und zog nach New York (wo er anfangs bei seiner Schwester Margaret wohnte), um sich dort auf der Bühne zu versuchen, unter anderem in dem Musical Grease, mit dem er auch auf Tournee ging. Außerdem nahm er bei Gene Kellys Bruder Stepptanzunterricht, was ihm in seiner späteren Laufbahn zugutekam. Er arbeitete auch in Nachtclubs und drehte Werbespots fürs Fernsehen. Mitte der 1970er Jahre zog er nach Los Angeles.
Mit 21 Jahren kam dann der Durchbruch als seriöser Schauspieler, nachdem er die Rolle des Vinnie Barbarino in der TV-Sitcom Welcome Back, Kotter (1975–1979) verkörpert hatte. Travolta hatte seine erste große Filmrolle als Billy Nolan in Brian De Palmas Horrorfilm Carrie – Des Satans jüngste Tochter (1976). Auf dem Höhepunkt der Disco-Welle wurde er mit Nur Samstag Nacht (Saturday Night Fever, 1977) und Grease (1978) zu einem der größten Stars Hollywoods.
Seine Karriere geriet nach der Produktion von Staying Alive und Perfect ins Stocken, beide Filme waren kommerziell nicht erfolgreich. Erst 1989 erzielte Travolta mit Kuck mal, wer da spricht! einen neuen Erfolg.
Das Comeback gelang Travolta 1994 mit der Rolle des Vincent Vega in Quentin Tarantinos Film Pulp Fiction, welche ihm eine Oscar-Nominierung einbrachte. Danach drehte er neben kommerziell erfolgreichen Filmen wie Schnappt Shorty und dessen Fortsetzung Be Cool, Face/Off – Im Körper des Feindes und Passwort: Swordfish auch immer wieder kommerziell weniger erfolgreiche Filme wie Lucky Numbers. Für die Rolle des Gouverneurs Jack Stanton im Filmdrama Mit aller Macht (1998) wurde er im Jahr 1999 für den Golden Globe Award nominiert.
Im Jahr 2007 spielte Travolta in dem Musik- und Tanzfilm Hairspray zum ersten Mal die Rolle einer (übergewichtigen) Frau, für deren Darstellung er während der Dreharbeiten einen 15 Kilogramm schweren Fettanzug tragen musste.
2016 übernahm er in der Anthologyserie American Crime Story die Rolle von Robert Shapiro, des Strafverteidigers von O. J. Simpson. Für diese Rolle erhielt er ebenfalls eine Golden-Globe-Nominierung.
Travolta wurde – bis zu dessen Rückzug aus dem Synchrongeschäft – von Thomas Danneberg synchronisiert. Nach dem Rückzug von Danneberg übernahm bisher Ronald Nitschke die Synchronisation (Stand: Mai 2020).
Travolta ist auch als Buchautor tätig: Sein Debüt gab er mit Nachtflug nach L.A., der Geschichte des achtjährigen Jeff, der gerne fliegen möchte.

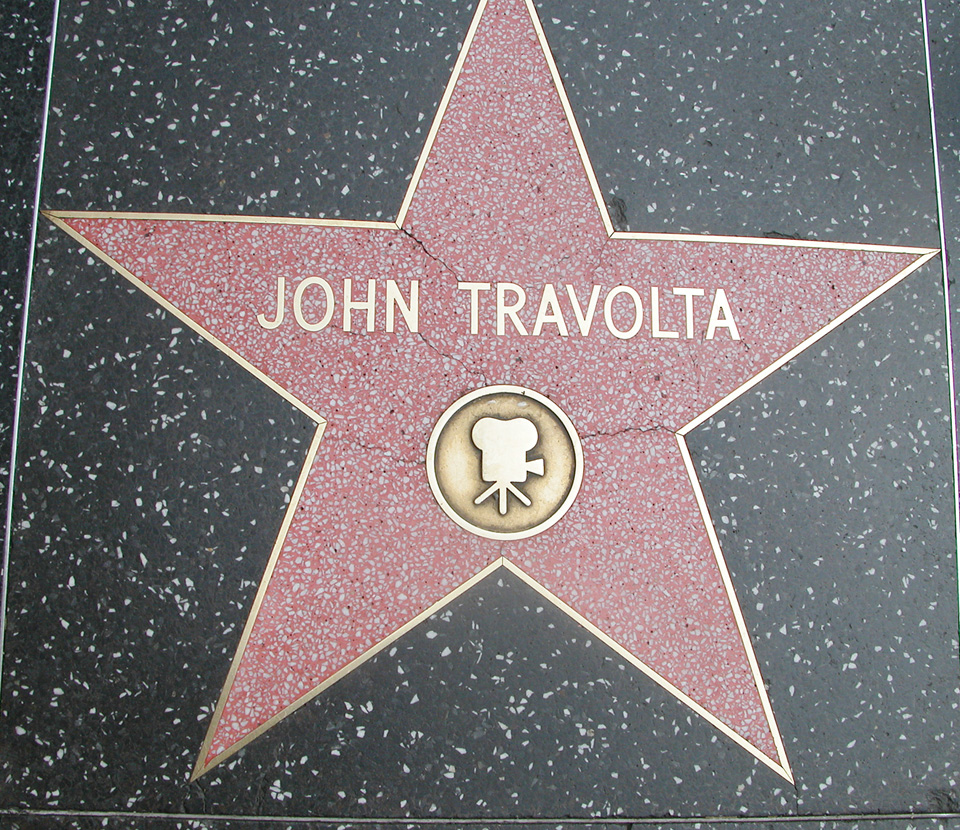
John Travoltas Stern auf dem Hollywood Walk of Fame

## Scientology
Travolta übernahm auch eine größere Rolle im von ihm produzierten Science-Fiction-Film Battlefield Earth – Kampf um die Erde (2000). Diese Verfilmung eines Science-Fiction-Buchs des Scientology-Gründers L. Ron Hubbard gilt als einer der schlechtesten Filme aller Zeiten und wurde ein kommerzieller Flop. Travolta ist seit 1975, neben Tom Cruise, das prominenteste Mitglied der umstrittenen und in mehreren deutschen Bundesländern vom Verfassungsschutz beobachteten Sekte Scientology.

## Privatleben
Während der Dreharbeiten zu The Boy in the Plastic Bubble (1976) verliebte sich Travolta in seine Schauspielkollegin Diana Hyland, die 1977 im Alter von 41 Jahren an Brustkrebs starb; ein Jahr später starb auch Travoltas Mutter Helen an Krebs. Beide Todesfälle führten dazu, dass er einige Zeit keine Rollen annahm. 1989, zum Dreh des Films Die Experten, lernte er die Schauspielerin Kelly Preston kennen. Beide trennten sich nach kurzer Zeit. 1991 fanden Travolta und Preston wieder zusammen und heirateten im September. Mit ihr hat er drei Kinder: zwei Söhne (* 14. April 1992; * 23. November 2010) und eine Tochter (* 3. April 2000). Sein ältester Sohn Jett kam am 2. Januar 2009 im Alter von 16 Jahren auf den Bahamas durch einen Krampfanfall ums Leben.
Nach Jetts Tod gingen die Travoltas gerichtlich gegen einen Sanitäter und seine Anwältin vor, eine frühere Parlamentsabgeordnete. Die beiden Beklagten sollen die Familie Travolta um 25 Millionen Dollar erpresst haben. Sie hätten gedroht, Details der Todesumstände zu veröffentlichen und Travolta eine Mitschuld anzulasten. Im Herbst 2009 wurde das Verfahren unmittelbar vor Verkündung des Urteils abgebrochen, nachdem das Ergebnis der Geschworenenberatung vorzeitig veröffentlicht worden war. Wie am 7. September 2010 bekannt wurde, legte Travolta den Rechtsstreit gegen die zwei mutmaßlichen Erpresser bei. Als Grund gab die Familie an, sie habe zu sehr unter dem anstrengenden Verfahren gelitten und es deshalb hinter sich lassen wollen.

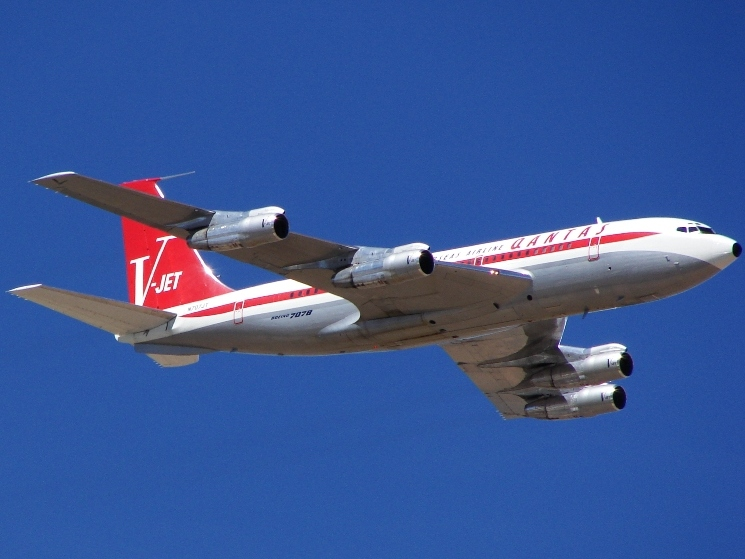
Boeing 707-138B von John Travolta

Travoltas Hobby ist seit 1989 die Fliegerei. Obwohl er nur über eine Privatpilotenlizenz verfügt, hat er u. a. Musterberechtigungen für die Flugzeugmuster Boeing 707 und Boeing 747 absolviert. Travolta besitzt fünf Flugzeuge, unter anderem eine Boeing 707-138B, die er im Mai 2017 an das Museum HARS in Australien überschrieb. Diese durfte er zwar selber fliegen, aufgrund der bisher absolvierten Flugstunden auf diesem Muster jedoch nur mit dem Status eines Copiloten in Begleitung eines für dieses Muster qualifizierten Piloten in Command. Die Maschine ist nach seinen Kindern benannt: Jett Clipper Ella. Sein Haus in Ocala (Florida)  hat eine eigene Start- und Landebahn inklusive Flugsteig am Privatflughafen Jumbolair (Greystone Airport) (FAA LID: 17FL).
Am 12. Juli 2020 starb seine Frau Kelly Preston nach 29 Ehejahren im Alter von 57 Jahren an Brustkrebs.

## Filmografie
- 1972: Notruf California (Emergency!, Fernsehserie)
- 1972: Owen Marshall – Strafverteidiger (Owen Marshall: Counselor at Law, Fernsehserie)
- 1973: California Cops – Neu im Einsatz (The Rookies, Fernsehserie)
- 1974: Medical Center (Fernsehserie)
- 1975: Die zehnte Stufe (The Tenth Level, Fernsehfilm)
- 1975: Nachts, wenn die Leichen schreien (The Devil’s Rain)
- 1975–1979: Welcome Back, Kotter (Fernsehserie)
- 1976: Carrie – Des Satans jüngste Tochter (Carrie)
- 1976: The Boy in the Plastic Bubble (Fernsehfilm)
- 1977: Saturday Night Fever
- 1978: Grease
- 1978: Von Augenblick zu Augenblick (Moment by Moment)
- 1980: Urban Cowboy
- 1981: Blow Out – Der Tod löscht alle Spuren
- 1983: Staying Alive
- 1983: Zwei vom gleichen Schlag (Two of a Kind)
- 1985: Perfect
- 1987: Basements (Abschnitt: Der stumme Diener / Das Zimmer, Fernsehfilm)
- 1989: Die Experten (The Experts)
- 1989: Kuck mal, wer da spricht! (Look Who’s Talking)
- 1990: Kuck mal, wer da spricht 2 (Look Who’s Talking Two)
- 1991: Ketten aus Gold (Chains of Gold)
- 1991: Gefährliche Freundschaft (Eyes of an Angel)
- 1991: Shout
- 1993: Kuck mal, wer da jetzt spricht (Look Who’s Talking Now)
- 1994: Pulp Fiction
- 1995: Straße der Rache (White Man’s Burden)
- 1995: Schnappt Shorty (Get Shorty)
- 1996: Operation: Broken Arrow (Broken Arrow)
- 1996: Phenomenon – Das Unmögliche wird wahr (Phenomenon)
- 1996: Michael
- 1997: Alles aus Liebe – Call it Love (She’s So Lovely)
- 1997: Im Körper des Feindes (Face/Off)
- 1997: Mad City
- 1998: Mit aller Macht (Primary Colors)
- 1998: Der schmale Grat (The Thin Red Line)
- 1998: Zivilprozess (A Civil Action)
- 1999: Wehrlos – Die Tochter des Generals (The General’s Daughter)
- 2000: Battlefield Earth – Kampf um die Erde (Battlefield Earth: A Saga of the Year 3000)
- 2000: Lucky Numbers
- 2001: Passwort: Swordfish (Swordfish)
- 2001: Tödliches Vertrauen (Domestic Disturbance)
- 2002: Austin Powers in Goldständer (Austin Powers in Goldmember)
- 2003: Basic – Hinter jeder Lüge eine Wahrheit (Basic)
- 2004: The Punisher
- 2004: Lovesong for Bobby Long
- 2004: Im Feuer (Ladder 49)
- 2005: Be Cool – Jeder ist auf der Suche nach dem nächsten großen Hit (Be Cool)
- 2006: Lonely Hearts Killers (Lonely Hearts)
- 2007: Born to be Wild – Saumäßig unterwegs (Wild Hogs)
- 2007: Hairspray
- 2008: Bolt – Ein Hund für alle Fälle (Bolt)
- 2009: Die Entführung der U-Bahn Pelham 123 (The Taking of Pelham 123)
- 2009: Old Dogs – Daddy oder Deal (Old Dogs)
- 2010: From Paris with Love
- 2012: Savages
- 2013: Killing Season
- 2014: Der Auftrag – Für einen letzten Coup ist es nie zu spät! (The Forger)
- 2015: Criminal Activities
- 2015: Der Sturm – Life on the Line (Life on the Line)
- 2016: Rage – Tage der Vergeltung (I Am Wrath)
- 2016: In a Valley of Violence
- 2016: American Crime Story (Fernsehserie, 10 Folgen)
- 2018: Gotti
- 2018: Speed Kills
- 2019: Burning Speed – Sieg um jeden Preis (Trading Paint)
- 2019: The Poison Rose – Dunkle Vergangenheit (The Poison Rose)
- 2019: The Fanatic
- 2020: Die Hart (Fernsehserie, 10 Episoden)
- 2022: Paradise City – Endstation Rache (Paradise City)
- 2023: Mob Land
- 2023: Der Lotse (The Shepherd) (Kurzfilm)
- 2024: Cash Out – Zahltag (Cash Out)

## Diskografie

### Studioalben
| Jahr | Titel               | Höchstplatzierung, Gesamtwochen, AuszeichnungChartplatzierungen (Jahr, Titel, Platzierungen, Wochen, Auszeichnungen, Anmerkungen) | Höchstplatzierung, Gesamtwochen, AuszeichnungChartplatzierungen (Jahr, Titel, Platzierungen, Wochen, Auszeichnungen, Anmerkungen) | Anmerkungen                                                   |
| Jahr | Titel               | UK | US | Anmerkungen                                                   |
| ---- | ------------------- | --- | --- | ------------------------------------------------------------- |
| 1976 | John Travolta       | — | US39 (22 Wo.)US | Erstveröffentlichung: 1976                                    |
| 1977 | Can’t Let You Go    | — | US66 (9 Wo.)US | Erstveröffentlichung: 1977                                    |
| 1978 | Travolta            | — | — | Erstveröffentlichung: 1978                                    |
| 1978 | Sandy               | UK40 Gold · (6 Wo.)UK | — | Erstveröffentlichung: 1978                                    |
| 1978 | Travolta Fever      | — | US161 (7 Wo.)US | Erstveröffentlichung: 1978                                    |
| 1996 | John Travolta Sings | — | — | Erstveröffentlichung: 1996                                    |
| 2012 | This Christmas      | — | US81 (5 Wo.)US | Erstveröffentlichung: 9. November 2012 mit Olivia Newton-John |

### Soundtracks
| Jahr | Titel                                                   | Höchstplatzierung, Gesamtwochen, AuszeichnungChartplatzierungen (Jahr, Titel, Platzierungen, Wochen, Auszeichnungen, Anmerkungen) | Höchstplatzierung, Gesamtwochen, AuszeichnungChartplatzierungen (Jahr, Titel, Platzierungen, Wochen, Auszeichnungen, Anmerkungen) | Höchstplatzierung, Gesamtwochen, AuszeichnungChartplatzierungen (Jahr, Titel, Platzierungen, Wochen, Auszeichnungen, Anmerkungen) | Höchstplatzierung, Gesamtwochen, AuszeichnungChartplatzierungen (Jahr, Titel, Platzierungen, Wochen, Auszeichnungen, Anmerkungen) | Höchstplatzierung, Gesamtwochen, AuszeichnungChartplatzierungen (Jahr, Titel, Platzierungen, Wochen, Auszeichnungen, Anmerkungen) | Anmerkungen                                                    |
| Jahr | Titel                                                   | DE | AT | CH | UK | US | Anmerkungen                                                    |
| ---- | ------------------------------------------------------- | --- | --- | --- | --- | --- | -------------------------------------------------------------- |
| 1978 | Grease: The Original Soundtrack from the Motion Picture | DE1 ×5Fünffachgold · (50 Wo.)DE                                                                                                   | AT1 Gold · (52 Wo.)AT | CH48 Gold · (… Wo.)CH | UK1 ×9Neunfachplatin · (47 Wo.)UK                                                                                                 | US1 ×8Achtfachplatin · (79 Wo.)US                                                                                                 | Erstveröffentlichung: 14. April 1978 mit Olivia Newton-John    |
| 1983 | Two of a Kind                                           | — | — | — | — | US26 Platin · (12 Wo.)US | Erstveröffentlichung: 21. November 1983 mit Olivia Newton-John |

grau schraffiert: keine Chartdaten aus diesem Jahr verfügbar

### Kompilationen
- 1979: Super John Travolta
- 1982: La grande storia del rock 47
- 1991: You Set My Dreams to Music
- 1993: Gold
- 1995: Let Her In
- 1996: The Best of John Travolta
- 1996: Greased Lightnin’
- 1997: 20 Greatest Hits
- 1999: Slow Dancing
- 1999: Essential
- 2001: You Set My Dreams to Music
- 2002: Saturday Night Fiction
- 2003: The Collection
- 2005: Cult Fiction
- 2005: The Hit Years
- 2008: Forever Gold

### EPs
- 1978: Dejala Entrar (Let Her In)
- 1998: Grease Is Still the Word (Radio PressKit)
- 1998: Grease (The Remix EP)

### Singles
| Jahr | Titel Album                                 | Höchstplatzierung, Gesamtwochen, AuszeichnungChartplatzierungen (Jahr, Titel, Album, Platzierungen, Wochen, Auszeichnungen, Anmerkungen) | Höchstplatzierung, Gesamtwochen, AuszeichnungChartplatzierungen (Jahr, Titel, Album, Platzierungen, Wochen, Auszeichnungen, Anmerkungen) | Höchstplatzierung, Gesamtwochen, AuszeichnungChartplatzierungen (Jahr, Titel, Album, Platzierungen, Wochen, Auszeichnungen, Anmerkungen) | Höchstplatzierung, Gesamtwochen, AuszeichnungChartplatzierungen (Jahr, Titel, Album, Platzierungen, Wochen, Auszeichnungen, Anmerkungen) | Höchstplatzierung, Gesamtwochen, AuszeichnungChartplatzierungen (Jahr, Titel, Album, Platzierungen, Wochen, Auszeichnungen, Anmerkungen) | Anmerkungen                                                              |
| Jahr | Titel Album                                 | DE | AT | CH | UK | US | Anmerkungen                                                              |
| ---- | ------------------------------------------- | --- | --- | --- | --- | --- | ------------------------------------------------------------------------ |
| 1976 | Let Her In John Travolta                    | — | — | — | — | US10 (19 Wo.)US | Erstveröffentlichung: März 1976                                          |
| 1976 | Whenever I’m Away from You Can’t Let You Go | — | — | — | — | US38 (6 Wo.)US | Erstveröffentlichung: August 1976                                        |
| 1977 | All Strung Out on You Can’t Let You Go      | — | — | — | — | US34 (8 Wo.)US | Erstveröffentlichung: Januar 1977                                        |
| 1978 | You’re the One That I Want Grease O.S.T.    | DE1 Gold · (35 Wo.)DE | AT2 (28 Wo.)AT | CH1 (22 Wo.)CH | UK1 Platin · (35 Wo.)UK | US1 Platin · (24 Wo.)US | Erstveröffentlichung: März 1978 mit Olivia Newton-John                   |
| 1978 | Summer Nights Grease O.S.T.                 | DE4 (18 Wo.)DE | AT1 (12 Wo.)AT | CH7 (8 Wo.)CH | UK1 Platin · (19 Wo.)UK | US5 Gold · (16 Wo.)US | Erstveröffentlichung: Juli 1978 mit Olivia Newton-John                   |
| 1978 | Greased Lightning Grease O.S.T.             | — | — | — | UK11 Silber · (9 Wo.)UK | US47 (8 Wo.)US |                                                                          |
| 1978 | Sandy Grease O.S.T.                         | DE26 (13 Wo.)DE | AT24 (4 Wo.)AT | — | UK2 Gold · (15 Wo.)UK | — | Erstveröffentlichung: 2. Oktober 1978                                    |
| 1990 | Grease Megamix –                            | DE42 (8 Wo.)DE | AT26 (7 Wo.)AT | — | UK3 (10 Wo.)UK | — | Erstveröffentlichung: Dezember 1990 mit Olivia Newton-John               |
| 1991 | Grease – Dream Mix –                        | — | — | — | UK47 (2 Wo.)UK | — | Erstveröffentlichung: März 1991 mit Frankie Valli und Olivia Newton-John |
| 1998 | You’re the One That I Want (Martian Remix)  | — | AT26 (12 Wo.)AT | CH34 (2 Wo.)CH | — | — | Erstveröffentlichung: Juni 1998 mit Olivia Newton-John                   |

Weitere Singles
- 1977: Big Trouble
- 1977: (Feel so Good) Slow Dancing
- 1977: Easy Evil
- 1978: Razzamatazz
- 1978: The Official John Travolta Fan Club (persönliche Botschaft Travoltas)
- 1979: A Girl Like You
- 1983: Take A Chance (mit Olivia Newton-John)
- 1998: Summer Nights [Martian Remix] (mit Olivia Newton-John)

## Auszeichnungen (Auswahl)

### Auszeichnungen
- 1996: Golden Globe als Bester Hauptdarsteller – Komödie/Musical für Schnappt Shorty
- 2001: Goldene Himbeere als Schlechtester Produzent für Battlefield Earth – Kampf um die Erde
- 2001: Goldene Himbeere als Schlechtester Schauspieler für Battlefield Earth – Kampf um die Erde und Lucky Numbers
- 2001: Goldene Himbeere als Schlechtestes Leinwandpaar (zusammen mit jeder weiteren Person auf der Leinwand) für Battlefield Earth – Kampf um die Erde
- 2011: Goldene Kamera als Bester Schauspieler International
- 2012: Lifetime Achievement Award, Zurich Film Festival
- 2020: Goldene Himbeere als Schlechtester Schauspieler für Burning Speed – Sieg um jeden Preis und The Fanatic

### Nominierungen
- 1978: Oscar als Bester Hauptdarsteller für Nur Samstag Nacht
- 1978: Golden Globe als Bester Hauptdarsteller – Komödie/Musical für Nur Samstag Nacht
- 1984: Goldene Himbeere als Schlechtester Schauspieler für Staying Alive und Zwei vom gleichen Schlag
- 1986: Goldene Himbeere als Schlechtester Schauspieler für Perfect
- 1990: Goldene Himbeere als Schlechtester Schauspieler des Jahrzehnts
- 1992: Goldene Himbeere als Schlechtester Nebendarsteller für Shout
- 1995: Oscar als Bester Hauptdarsteller für Pulp Fiction
- 1995: Golden Globe als Bester Hauptdarsteller – Drama für Pulp Fiction
- 1999: Golden Globe als Bester Hauptdarsteller – Komödie/Musical für Mit aller Macht
- 2002: Goldene Himbeere als Schlechtester Schauspieler für Tödliches Vertrauen und Passwort: Swordfish
- 2010: Goldene Himbeere als Schlechtester Schauspieler für Old Dogs – Daddy oder Deal
- 2010: Goldene Himbeere als Schlechtester Schauspieler des Jahrzehnts
- 2017: Golden Globe als Bester Nebendarsteller – Serie, Mini-Serie oder TV-Film für American Crime Story
- 2019: Goldene Himbeere als Schlechtester Schauspieler für Gotti
- 2019: Goldene Himbeere als Schlechtestes Leinwandpaar (zusammen mit Kelly Preston) für Gotti
- 2020: Goldene Himbeere als Schlechtestes Leinwandpaar (und jedes Drehbuch, das er annimmt)

## Trivia
- John Travolta sang auf dem Soundtrack zum Musikfilm Grease (1978) fünf Songs, darunter zusammen im Duett mit Olivia Newton-John die Single You’re the One That I Want, welche ein weltweiter Hit wurde und in zahlreichen Ländern Platz 1 erreichte.
- Zu den Dreharbeiten des Films Pulp Fiction (Produktionskosten: 8,5 Millionen Dollar) verzichteten sowohl John Travolta als auch Bruce Willis auf einen großen Teil ihrer üblichen Gagen. Travolta mietete sich während der für ihn sieben Wochen dauernden Arbeiten im Hotel Beverly Wilshire (Beverly Hills, Kalifornien) ein und erzählte, dass er damit sogar noch Geld draufzahlen würde, um am Film mitzuwirken.
- Nach dem verheerenden Erdbeben in Haiti im Jahr 2010 half John Travolta gemeinsam mit anderen Prominenten bei den Hilfsmaßnahmen und flog mit seiner Boeing 707 voller Hilfsgüter, Ärzten und ehrenamtlichen Geistlichen der Scientology-Kirche in das Katastrophengebiet.[13]
- Travolta Close, eine Sackstraße in White Rock, einem südwestlichen Vorort der nordostaustralischen Stadt Cairns, ist nach ihm benannt.

## Belletristik
- John Travolta: Nachtflug nach L.A. orange-press, Freiburg 2002, ISBN 3-936086-00-1 (Erzählung).

## Dokumentarfilm
- Channel 5 broadcasting Ltd. 2021: The True Story of … (44 min, ZDF-Synchronfassung 2023)